# 표면예금
표면예금(表面預金)은 은행 장부상의 예금액이다. 이 속에는 은행이 예금으로 수입한 미결제 타은행불 어음, 수표 등이 포함되어 있는데, 그 부분은 명목상 예금의 성질이 강하다. 따라서, 표면 예금에서 그 부분을 차인하여 실질 예금을 산출하는 일이 이루어지고 있다.